# Quyền LGBT ở Thành Vatican
Quyền đồng tính nữ, đồng tính nam, song tính và chuyển giới (tiếng Ý: lesbiche, gay, bisessuali e transgender) ở Thành Vatican. Bộ luật hợp pháp liên quan đến đồng tính luyến ái trong Thành Vatican dựa trên bộ luật hình sự của Ý năm 1929, thời điểm thành lập nhà nước có chủ quyền của Thành Vatican. Từ năm 1929 đến 2008, Thành Vatican tự động áp dụng hầu hết các luật của Ý; tuy nhiên, vào cuối năm 2008, Vatican đã không còn tự động áp dụng luật mới của Ý nữa.

## Bảng tóm tắt
| Hoạt động tình dục đồng giới hợp pháp                                                                                       | (Từ năm 1890) |
| Độ tuổi đồng ý | (Từ năm 1890) |
| Luật chống phân biệt đối xử chỉ trong việc làm                                                                              | (Tòa Thánh có quyền không thể xóa bỏ, đình chỉ và bãi nhiệm ngay lập tức bất kỳ nhân viên nào tuyên bố mình là đồng tính hoặc chống lại vị trí của Giáo hội Công giáo về đồng tính luyến ái) |
| Luật chống phân biệt đối xử trong việc cung cấp hàng hóa và dịch vụ                                                         | No |
| Luật chống phân biệt đối xử trong tất cả các lĩnh vực khác (bao gồm phân biệt đối xử gián tiếp, ngôn từ kích động thù địch) | No |
| Hôn nhân đồng giới | No |
| Công nhận các cặp đồng giới                                                                                                 | No |
| Con nuôi của các cặp vợ chồng đồng giới                                                                                     | No |
| Con nuôi chung của các cặp đồng giới                                                                                        | No |
| Những người đồng tính nam và đồng tính nữ được phép phục vụ công khai trong Đội cận vệ Thụy Sĩ và Giáo hoàng Thụy Sĩ        | No |
| Quyền thay đổi giới tính hợp pháp                                                                                           | No |
| Truy cập IVF cho đồng tính nữ                                                                                               | No |
| Mang thai hộ thương mại cho các cặp đồng tính nam                                                                           | No |
| Được phép hiến máu | No |